# Antoine Arnauld (1612-1694)
Pour les articles homonymes, voir Antoine Arnauld, Famille Arnauld et Arnauld.
Antoine Arnauld (6 février 1612 à Paris - 8 août 1694 à Bruxelles), surnommé le Grand Arnauld par ses contemporains pour le distinguer des autres membres de sa famille, est un prêtre, théologien, philosophe et mathématicien français, l'un des principaux chefs de file des jansénistes. C'est un ardent opposant aux libertins, aux protestants, à ceux favorables à la scolastique et aux jésuites. Il est mort en Belgique mais son corps post-mortem fut transporté en 1710 à Palaiseau, en France, où il repose désormais.

## Biographie

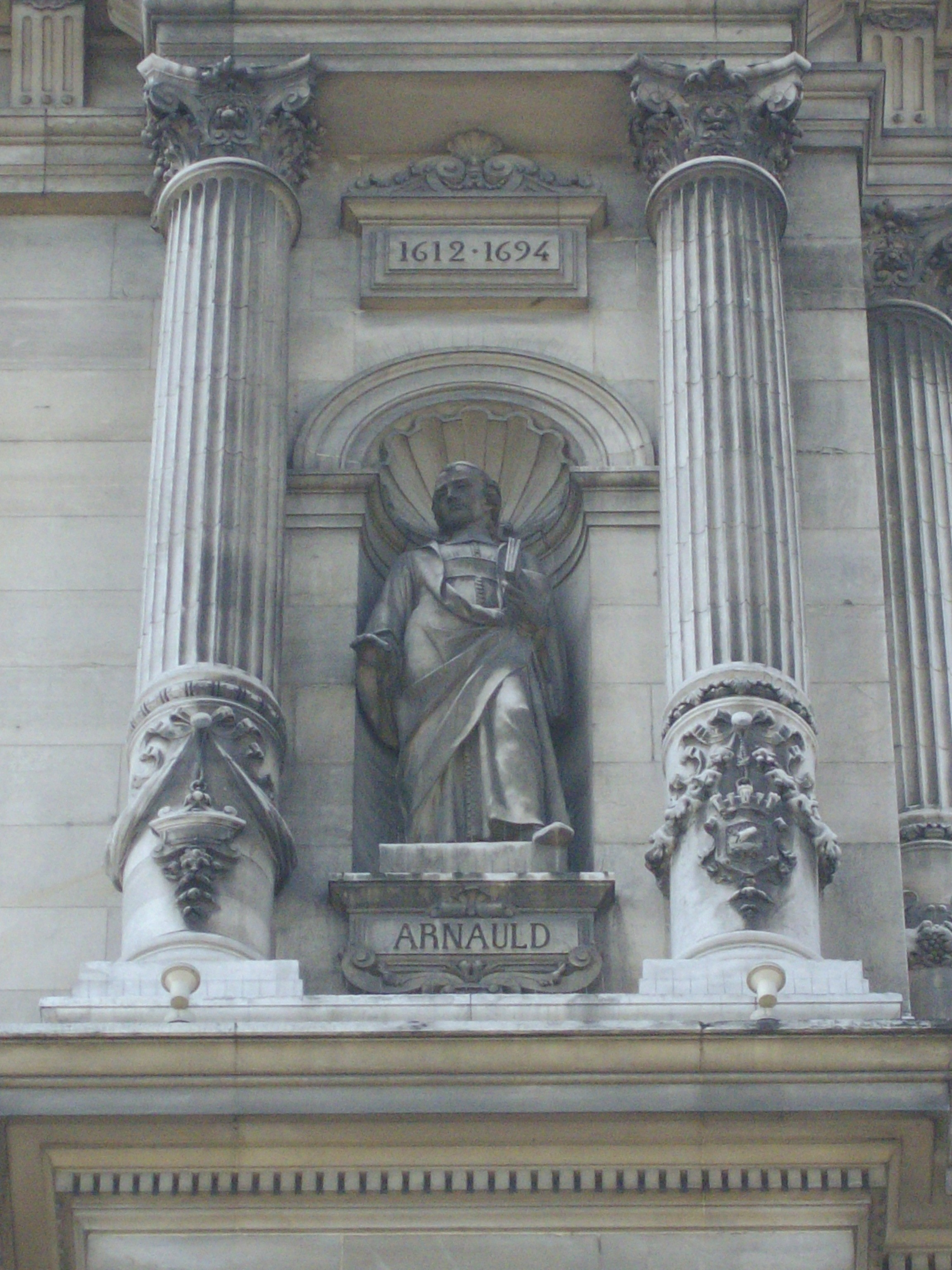
Une statue d'Antoine Arnauld sur la façade de l'hôtel de ville de Paris.

Vingtième et plus jeune enfant d’Antoine Arnauld, d'une famille de magistrats parisiens, il était le frère d'Angélique et d'Agnès Arnauld, abbesses de Port-Royal des Champs.
Il fut à l'origine destiné au barreau, mais décida d’étudier la théologie au collège de Sorbonne. Il y obtint les plus grands succès et sa carrière promettait d’être brillante quand l'influence de Saint-Cyran l’attira vers la théologie et le jansénisme : il devint finalement prêtre. Son livre, De la fréquente communion (1643), fut un succès d'édition, et une étape importante dans la constitution de ce mouvement. Mais cette publication lui attira beaucoup d'ennemis.
Il écrivit d'innombrables libelles pour détruire les théories jésuites qu'il considérait comme des fantômes. En 1655 deux Lettres à un duc et pair sur les méthodes des Jésuites dans le confessionnal lui valurent d’être expulsé l'année suivante de la faculté de théologie de Paris en même temps que Nicolas Perrault. Ce fut l'origine des Provinciales de Blaise Pascal. Pascal, cependant, ne put sauver son ami ; en février 1656, Arnauld fut solennellement dégradé. Douze ans plus tard la « Paix clémentine » mit fin à ses ennuis ; il fut aimablement reçu par Louis XIV et traité presque en héros par le peuple.
Il se mit alors au travail avec Pierre Nicole sur un grand ouvrage contre les calvinistes : La perpétuité de la foi de l'Église catholique touchant l'eucharistie. Dix ans plus tard, cependant, la persécution contre les jansénistes reprit. L'aura de laquelle il était revêtu depuis « Paix clémentine » avait attiré une foule d'admirateurs. Louis XIV, toujours traumatisé par la Fronde, y craignait la formation d'un parti « janséniste ». Arnauld fut contraint de quitter la France pour les Pays-Bas, s'installant finalement à Bruxelles. Il y passa les seize dernières années de sa vie à discuter inlassablement de controverse avec les jésuites, les calvinistes et les hérétiques de toute sorte.

## Le philosophe

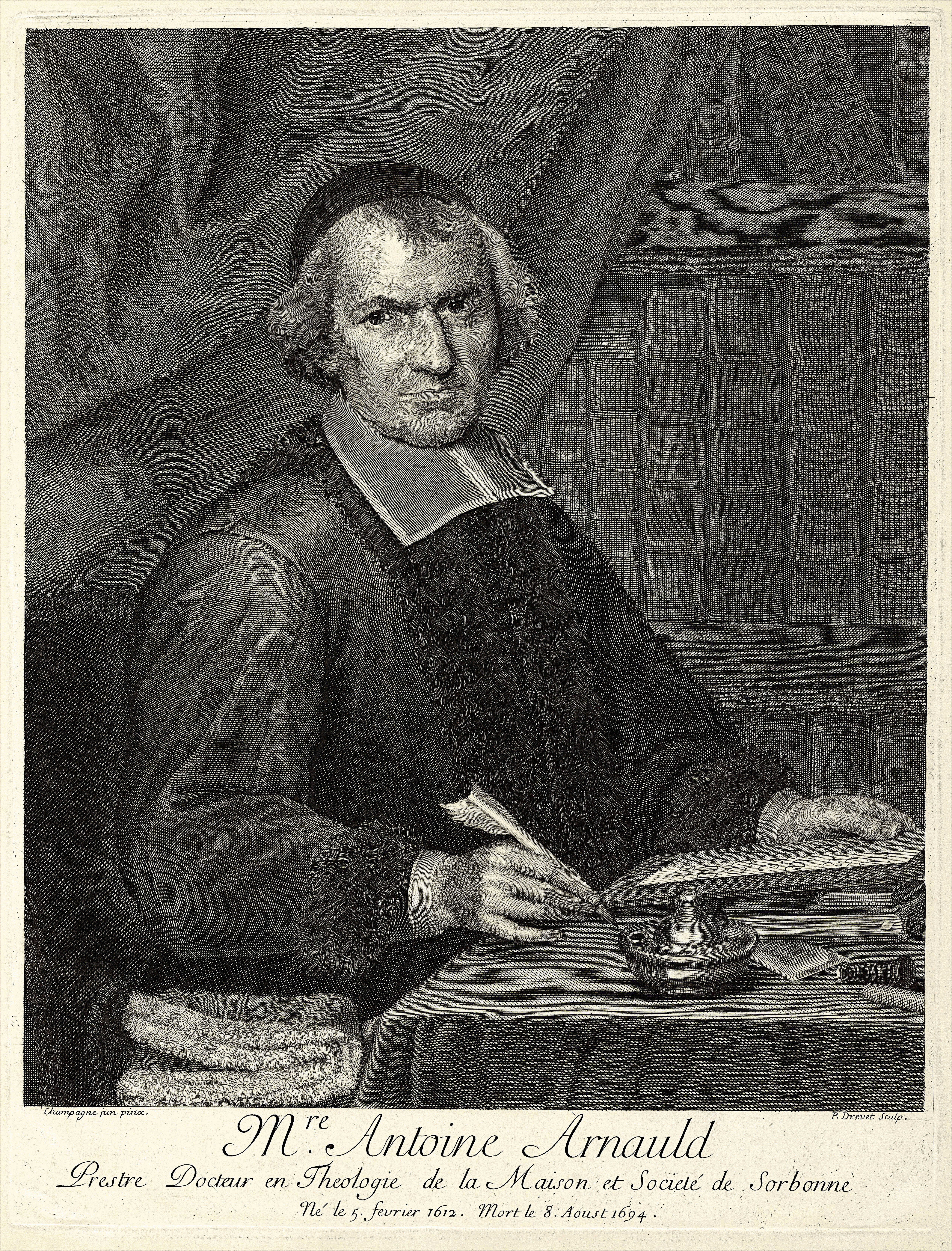
Antoine Arnauld.

L'énergie inépuisable d'Antoine Arnauld ressort parfaitement dans sa réponse célèbre à Nicole, qui se plaignait d’être fatigué. « Fatigué ! répliqua Arnauld, quand vous avez toute l'éternité pour vous reposer ? »
Il ne limitait pas son énergie à l’étude des questions purement théologiques. En philosophie, Arnauld peut être considéré comme un représentant critique du cartésianisme ne défendant pas de doctrine propre, mais s'attachant à déceler les erreurs des autres (Aristote, Descartes, Leibniz, Malebranche). Son approche qui critique les erreurs savantes des philosophes tout en leur préférant les thèses issues du bon sens en fait le précurseur de l'école écossaise du sens commun (voir Thomas Reid, Dugald Stewart).

### Controverses avec Descartes
La première intervention notable d'Arnauld dans le champ de la philosophie concerne les quatrièmes objections aux Méditations métaphysiques de Descartes. Arnauld y répondait à la démarche de Mersenne en tant que docteur de la faculté de théologie de Paris.
Le premier, Arnauld constate l'analogie entre le cogito cartésien et la certitude intérieure de la conscience de soi établie par Augustin. Mettant en cause la faiblesse du dualisme de l'âme et du corps fondée uniquement sur la distinction entre chose étendue et chose pensante, Arnauld pose une question embarrassante : puisque l'âme n'existe qu'autant qu'elle pense, devons-nous penser toujours et depuis le moment de la conception pour qu'elle existe toujours ? Devons-nous toujours avoir connaissance de nos pensées ? Descartes, dans ses réponses, sera obligé de l'admettre pour être fidèle à ses principes sur la nature de l'âme. Concernant la démonstration de l'existence de Dieu, Arnauld critique vivement que Dieu puisse être pensé comme une cause de soi. La cause précédant toujours l'effet, si Dieu est cause de son être, il doit se précéder lui-même et se donner ce qu'il possède déjà, ce qui est inadmissible et absurde. Il n'y a donc pas de cause de l'existence divine. Dieu existe de la même manière qu'un triangle possède trois angles, parce qu'il est dans la nature d'un être parfait d'exister. Devant la dureté de l'attaque, Descartes se borne à justifier l'expression tout en admettant que Dieu ne peut être cause efficiente de lui-même. Enfin, Arnauld souligne deux points de la méthode cartésienne susceptibles d'alarmer la foi : le doute érigé en méthode et la confusion des erreurs spéculatives et pratiques.
La qualité de ses objections établissent tout de suite sa réputation de penseur éclairé et critique du nouveau système. Plus tard, en réponse aux critiques d'un chanoine breton ennemi du cartésianisme et de la philosophie, Arnauld se montrera un partisan convaincu de l'autonomie complète de la raison et de sa capacité à atteindre les vérités naturelles par ses propres moyens, sans recourir aux écritures saintes.

### Controverses avec Malebranche
Entre 1683 et 1685 il engagea une longue bataille avec Malebranche sur les relations de la théologie et de la métaphysique. Dans l'ensemble l'opinion publique penchait du côté d'Arnauld.
Le traité polémique Des vraies et des fausses idées est une attaque en règle contre la doctrine de la vision en Dieu exposée dans la Recherche de la vérité.
Arnauld s'en prend à l'idée que les corps n'étant pas visibles par eux-mêmes (selon Malebranche), l'âme ne pourrait les percevoir qu'en Dieu, sous une forme intelligible. À la place de cette étrange doctrine, Arnauld établit que ce sont bien les corps eux-mêmes qui se laissent percevoir sans intermédiaires, l'intelligibilité étant une opération de l'esprit effectuée à partir des sens et nommée intellection. Les sens perçoivent donc les objets sensibles et l'esprit les objets intelligibles ou idées. Malebranche répondant avec désinvolture aux critiques d'Arnauld dans ses Réponses au Livre Des vraies et des fausses idées, Arnauld rétorque dans une Défense de six cents pages où il l'accuse finalement de concevoir Dieu comme un être corporel : puisque nous voyons en Dieu conçu comme une étendue intelligible infinie, les corps finis, l'immensité divine comprend donc bien l'idée d'une étendue où l'on voit les corps. Quand Malebranche s’était plaint que son adversaire l'eût mal compris, Boileau le fit taire avec cette question : « Cher Monsieur, qui selon vous pourrait vous comprendre quand M. Arnauld n’y arrive pas ? ».
La polémique rebondit avec la publication par Malebranche du Traité de la Nature et de la Grâce (1680). Pressé par Bossuet de combattre les théories du traité, jugées nouvelles et dangereuses par l'Église, Arnauld y répond dans une dissertation sur Les Miracles de l'ancienne loi (1684), suivie par les Réflexions sur le nouveau système de la Nature et de la Grâce (1685). Critiquant fortement l'idée de Malebranche selon laquelle Dieu préfère n'agir que par des volontés générales, fixes et régulières, plus conformes à sa nature immuable, Arnauld défend l'idée que Dieu, loin d'agir toujours par les voies les plus simples, comme le pense Malebranche, a produit une infinité de choses par des volontés particulières. C'est pourquoi on trouve aussi dans la conduite de l'homme la trace des volontés particulières, comme on la trouve dans tous les évènements qui dépendent de la liberté. Arnauld ne conteste donc pas que Dieu gouverne le monde par des règles générales, mais il réfute l'idée que Dieu ne puisse pas pour autant agir dans le monde par des voies extraordinaires dépendant de volontés particulières qui le plus souvent nous échappent. Le cours habituel des choses ne saurait empêcher Dieu d'intervenir directement et librement dans le monde si sa miséricorde ou sa justice le réclame. La providence divine ne peut donc être limitée par le déroulement des lois régulières et Dieu est toujours libre de tirer d'une cause ordinaire un effet extraordinaire. Là encore, Malebranche répondra qu'Arnauld l'a mal compris. Toute cette argumentation avait notamment pour raison la défense de la notion de miracle et de surnaturel chrétien.

## Logique et grammaire
Avec Pierre Nicole, il fut l'auteur de La logique ou l'art de penser. Ce traité, ouvrage fondamental dans l'histoire de logique traditionnelle, deviendra vite un classique destiné à remplacer les compilations héritées de la scolastique. Il fut utilisé comme manuel élémentaire jusqu'au XXe siècle.
En ce qui concerne la Grammaire générale et raisonnée, signée Arnauld et Lancelot, il n'y prit part que par ses conseils.

## Le mathématicien
Arnauld ne figure pas parmi les mathématiciens de premier plan de son temps, ni même parmi les spécialistes de ce domaine. Mais, à la suite d'un échange avec Blaise Pascal, il a rédigé et publié un traité de géométrie, destiné à remplacer les Éléments d'Euclide, pour un public assez large. Ce traité qui a connu deux éditions lui a valu d'être appelé l'Euclide du XVIIe siècle par un critique contemporain. Après sa mort, sa réputation dans ce domaine commença d'ailleurs à baisser.
Ses contemporains l'admiraient surtout comme un maître dans les raisonnements complexes ; là-dessus, le théologien Bossuet, s'accorde avec l'avocat d'Aguesseau. « Malgré moi, dit un jour Arnauld avec regrets, il est rare que mes livres soient très courts. »
Aujourd'hui, le nom d'Arnauld survit dans l'épitaphe célèbre que Boileau a consacrée à sa mémoire :

« Au pied de cet autel de structure grossière
Gît sans pompe, enfermé dans une vile bière
Le plus savant mortel qui jamais ait écrit. »

« Tout le monde convient qu'aucun écrivain du XVIIe siècle n'était né avec un esprit plus philosophique et plus étendu » dira Pierre Larousse à son propos.

## Hommages
- Une rue et un square de Paris portent son nom.

- Une croix a été érigée sur la commune de Marcenat (Cantal), près du hameau de Serre, au XIXe siècle, en mémoire du Grand Arnauld, dont la famille était supposée être originaire.

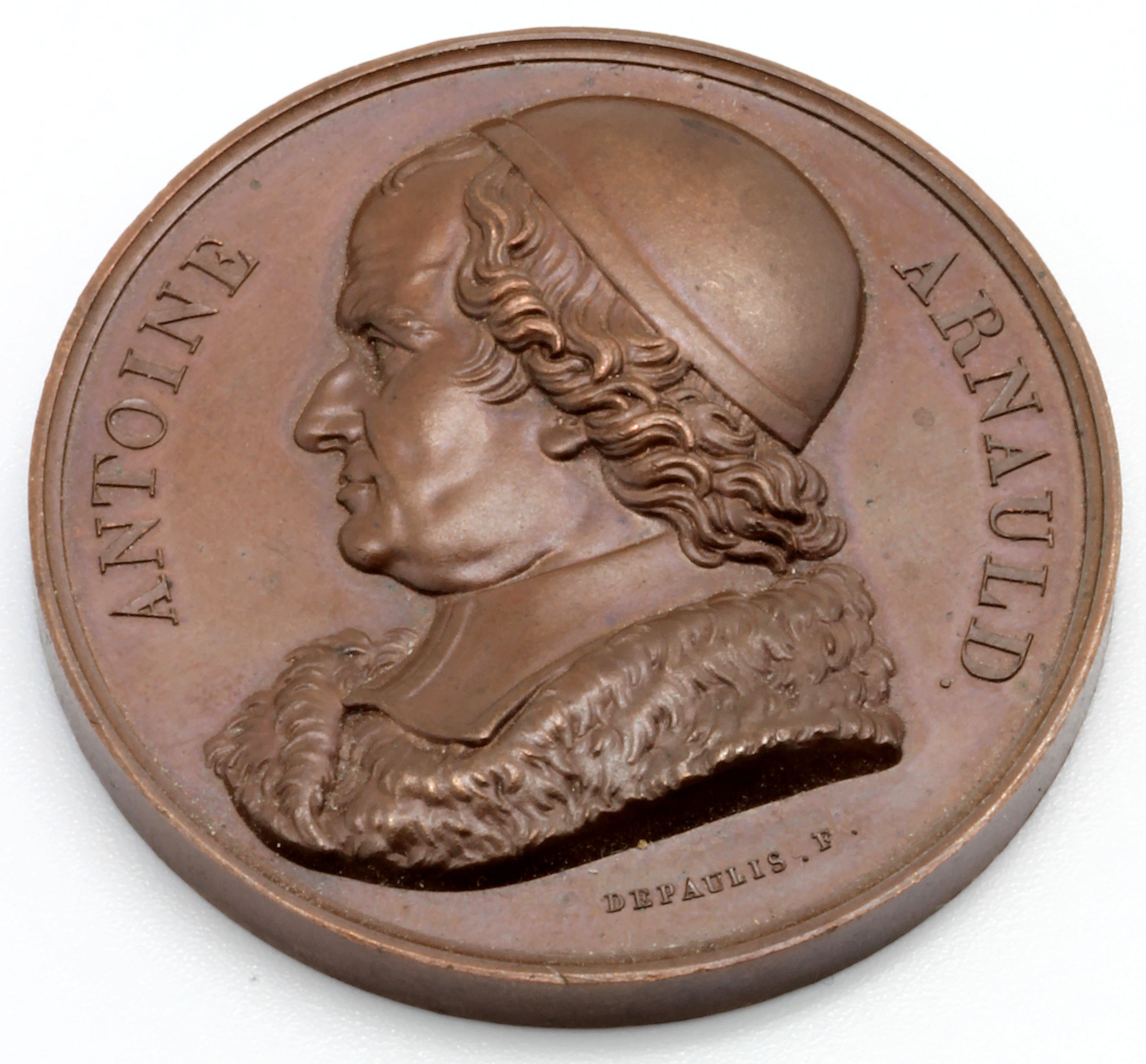
Médaille représentant Antoine Arnauld, issue de la Galerie métallique des grands hommes français, 1817. Face.
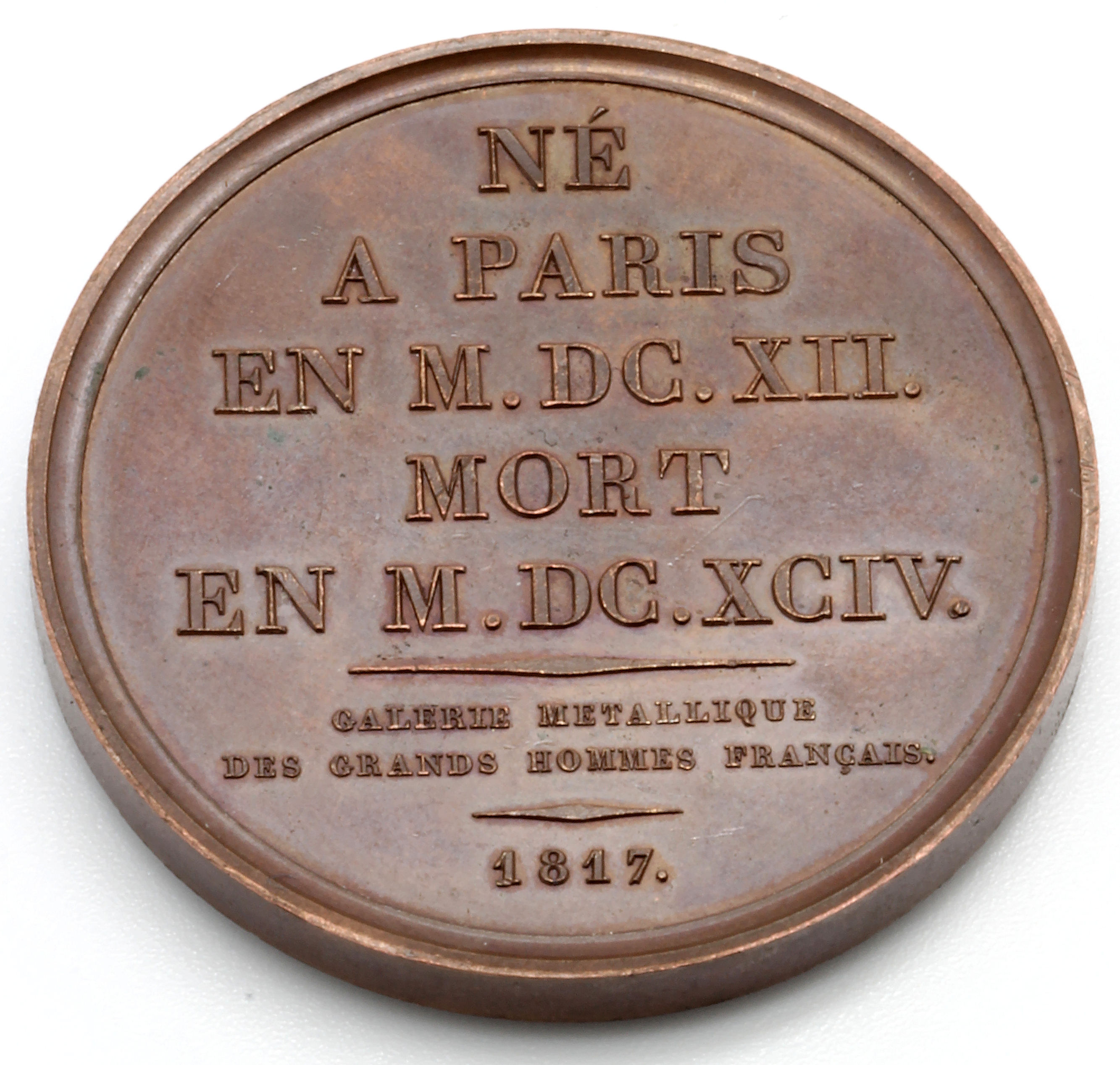
Médaille représentant Antoine Arnauld, issue de la Galerie métallique des grands hommes français, 1817. Dos.

## Principales œuvres d'Antoine Arnauld
Les liens renvoient aux versions numérisées de ces titres sur Gallica.
- Œuvres complètes, Lausanne, 42 vol in-4°, 1775 à 1781. Liste des volumes en ligne, sur wikisource.
- De la fréquente communion où Les sentimens des pères, des papes et des Conciles, touchant l'usage des sacremens de pénitence et d'Eucharistie, sont fidèlement exposez. Paris : A. Vitré, 1643. Texte en ligne
- Grammaire générale et raisonnée : contenant les fondemens de l'art de parler, expliqués d'une manière claire et naturelle. Paris : Prault fils l'aîné, 1754. Texte en ligne
- La logique ou L'art de penser : contenant outre les règles communes, plusieurs observations nouvelles, propres à former le jugement. Paris : G. Desprez, 1683. Texte en ligne
- Nouveaux élémens de géométrie, contenant, outre un ordre tout nouveau, & de nouvelles démonstrations des propositions les plus communes, de nouveaux moyens de faire voir quelles lignes sont incommensurables, de nouvelles mesures de l’angle, dont on ne s’estoit pas encore avisé, et de nouvelles manières de trouver & de démontrer la proportion des lignes. Paris, Charles Savreux, 1667. In-4, 12 ff., 348 pp. (mal chiffrées 346).
- Des vraies et des fausses idées
- Défense de M. Arnauld, vol. 38 et 39 des œuvres complètes
- Réflexions sur le nouveau système de la Nature et de la Grâce
- Lettres Leibniz-Arnauld
- Correspondance Malebranche-Arnauld
- Règles du bon sens
- Éclaircissements sur l'autorité des conciles généraux et des papes ou explications du vrai sens de trois décrets des sessions IV et V du concile général de Constance, 1711.

### Éditions récentes
- Antoine Arnauld, Des vraies et des fausses idées, Édition, présentation et notes de Denis Moreau, Paris, Vrin, 2011.
- Antoine Arnauld et Claude Lancelot, Grammaire générale et raisonnée : contenant les fondements de l'art de parler, expliqués d'une manière claire et naturelle, les raisons de ce qui est commun à toutes les langues, et des principales différences qui s'y rencontrent, présentation de Jean-Marc Mandosio, Allia, 2010.  (ISBN 978-2-84485-337-0)
- Antoine Arnauld et Claude Lancelot, Grammaire générale et raisonnée, Édition de Bernard Colombat et Jean-Marie-Fournier. Paris: Classiques Garnier, 2023 [Descriptions et théories de la langue française, n° 7].
- Antoine Arnauld, Pierre Nicole, La Logique, ou l'art de penser, Édition critique par Dominique Descotes, Paris: Honoré Champion, 2011.
- Blaise Pascal, Antoine Arnauld, François de Nonancourt, Géométries de Port-Royal, Édition critique par Dominique Descotes, Paris: Honoré Champion, 2009.